# Don Coates
Donald Denison „Don“ Coates (* 23. März 1935 in Orange, New Jersey; † 16. Mai 2017 in Naples, Florida) war ein US-amerikanischer Jazzpianist.
Coates wuchs in Verona (New Jersey) auf und besuchte das Williams College. In dieser Zeit spielte er in der Dixieland-Formation The Spring Street Stompers. Im Hauptberuf arbeitete er als Journalist beim Courier News in Plainfield (New Jersey), später bei der Zeitschrift Look. Daneben spielte er in den 1950er- und 60er-Jahren in New York City mit Jazzgrößen wie Jack Teagarden, Roy Eldridge, Doc Cheatham, Ruby Braff, Warren Vaché, Billie Holiday und Maxine Sullivan, außerdem in den Bigbands von Bob Crosby, Richard Maltby und Stan Rubin.
Im Jahr 1968 zog Coates nach Warren (Vermont), wo er eine Werbeagentur gründete und sich weiterhin als Musiker betätigte. Ende der 1970er-Jahre kehrte er nach New York zurück und trat in den folgenden Jahren als Solist in Hotels der Stadt wie dem Ritz und Clubs wie Jimmy Ryan’s, Eddie Condon’s, im Village Corner, Peacock Alley und Hanratty's auf. Mehrere Jahre hatte er ein Engagement im Nachtclub Windows on the World im World Trade Center. Sein Pianospiel stand in der Tradition von Art Tatum, Earl Hines und Teddy Wilson, mit Anleihen bei Thelonious Monk. Der Diskograf Tom Lord listet seine Mitwirkung an den beiden bei Muse veröffentlichten Alben von Earle Warren (Earle Warren and The Count's Men, 1985) und Benny Waters (From Paradise (Smalls’) to Shangri-la, 1987). Zuletzt lebte er in Florida, wo er sich als Immobilienmakler und Musiker betätigte.